# كليف هو
كليف هو (بالإنجليزية: Cliff Ho)‏ هو مقدم تلفزيوني أسترالي، ولد في 19 ديسمبر 1985 في ملبورن في أستراليا.